# Мацей Муравський
Мацей Муравський (пол. Maciej Murawski, нар. 20 лютого 1974, Зелена Гура, Польща) — польський футболіст, що грав на позиції захисника.
Виступав, зокрема, за клуб «Легія», а також національну збірну Польщі. Чемпіон Польщі. 

## Клубна кар'єра
У дорослому футболі дебютував 1993 року виступами за команду клубу «Сленза Вроцлав», в якій провів три сезони. 
Згодом з 1996 по 1998 рік грав у складі команд клубів «Полонія» (Битом) та «Лех».
Своєю грою за останню команду привернув увагу представників тренерського штабу клубу «Легія», до складу якого приєднався 1998 року. Відіграв за команду з Варшави наступні чотири сезони своєї ігрової кар'єри. Більшість часу, проведеного у складі «Легії», був основним гравцем захисту команди. За цей час виборов титул чемпіона Польщі.
Протягом 2002—2008 років захищав кольори клубів «Армінія» (Білефельд), «Аріс» та «Аполлон» (Каламарія).
Завершив професійну ігрову кар'єру у клубі «Краковія», за команду якого виступав протягом 2008—2009 років.

## Виступи за збірну
1998 року дебютував в офіційних матчах у складі національної збірної Польщі. Протягом кар'єри у національній команді, яка тривала 5 років, провів у формі головної команди країни 6 матчів.
У складі збірної був учасником чемпіонату світу 2002 року в Японії і Південній Кореї.

## Титули і досягнення
- Чемпіон Польщі (1):

«Легія»:  2001-2002